# رفعت الرومان
رفعت الرومان (متولد ۲۵ اوت ۱۹۶۸)  خواننده   پاپ اهل  ترکیه   است. او نام خود را از شخصیت داستانی به نام ال رومانی  گرفته است.

## یادداشت
- وبگاه رسمی

1. ↑  Buchanan, Donna Anne (October 2007). Balkan popular culture and the Ottoman ecumene: music, image, and regional political discourse. Rowman & Littlefield. p. 318. ISBN 978-0-8108-6021-6. Retrieved July 18, 2010.